# Satrapodoxa regia
Satrapodoxa regia är en fjärilsart som beskrevs av Edward Meyrick 1914. Satrapodoxa regia ingår i släktet Satrapodoxa och familjen stävmalar. Inga underarter finns listade i Catalogue of Life.